# Halictus lulengonis
Halictus lulengonis là một loài cánh màng trong họ Halictidae. Loài này được Cockerell mô tả khoa học năm 1945.